# Wandaba Style
Wacky Science Fiction Series Wandaba Style (яп. 妄想科学シリーズ ワンダバスタイル Мо:со: кагаку сири:дзу вандаба сутайру) (часто используется сокращённый вариант — Wandaba Style) — двенадцатисерйный аниме-сериал.

## Сюжет
Аниме рассказывает об участницах поп-группы под названием Mix Juice, которым нужно где-нибудь выступить, чтобы стать знаменитыми. В это же время, мальчик-гений собирается полететь на Луну, не используя ископаемое топливо Земли, чтобы не загрязнять её атмосферу. Благодаря смышлёному менеджеру, Mix Juice и учёный планируют  провести свой первый концерт на Луне каким бы то ни было образом

## Персонажи
Все главные героини названы в честь японских названий цветов. Сакура получила своё имя в честь одноимённой вишни, Химавари значит «подсолнух», Аямэ значит «ирис», Юри значит «лилия», а Кику переводится как «хризантема».
В фамилиях девушек из Mix Juice также содержатся японские названия времён года, соответствующих именам. Хару значит «весна», Нацу значит «лето», Аки значит «осень», а Фую значит «зима».
Сакура Харуно (яп. 春野桜 Харуно Сакура) — исполнительница детских песен, испорченная своим успехом. Язвительная девочка, которая часто попадает в неприятности из-за своего языка. Как и большинство детей её возраста, Сакура очень сильно боится темноты. В первой серии говорится, что Сакура на самом деле самая старшая в группе. У Сакуры светлые волосы с косичками и карие глаза. Её вес — 48 кг, рост — 155 см. Является тёзкой и однофамилицей ниндзя Сакуры Харуно из Наруто. Её размеры — 75-58-71.
Сэйю: Рика Моринага
Химавари Нацува (яп. 夏輪向日葵 Нацува Химавари) — исполнительница песен жанра энка. Разговаривает как на традиционном, так и на современном японском языке. Подрабатывает на стройке, где является центром внимания рабочих. Химавари имеет чёрные волосы с хвостиком и карие глаза. Её вес — 48 кг, рост — 158 см. Её размеры — 84-58-77.
Сэйю: Май Накахара
Аямэ Акимо (яп. 秋茂菖蒲 Акимо Аямэ) — сладкоречивая и самая эксцентричная участница Mix Juice. Заявляет, что феи существуют, но только она может видеть их. Аямэ Ayame — исполнительница современной фолк-музыки, напоминающая участников Вудстока. У Аямэ голубые волосы и синие глаза. Её вес — 46 кг, рост — 160 см. Её размеры — 78-57-76. Носит очки.
Сэйю: Тива Сайто
Юри Фуюдэ (яп. 冬出百合 Фуюдэ Юри) — бунтарка-рокерша, качающаяся в такт своему барабану. Её постоянно увольняют с работ из-за её упрямой гордости, из-за которой она пытается противостоять певцам-идолам, исполняющим песни в местах, где она работает. Хотя Юри и выглядит крутой, она боится высоты. Юри имеет длинные каштановые волосы и синие глаза. Её вес — 52 кг, рост — 163 см. Её размеры — 83-56-84.
Сэйю: Кана Уэда
Доктор Сусуму Цукумо (яп. 九十九科学 Цукумо Сусуму) — мальчик с каштановыми волосами и в лаболаторном халате с номером 99 на спине. Согласно его теории, человек никогда не летал на Луну. Цукумо сам собирается полететь туда, не используя ископаемое топливо для ракеты. Доктор Цукумо создаёт ракеты под названием «Вандаба #» для экспериментов. Когда Цукумо измеряет что-либо, он использует старую японскую метрическую систему, состоящую из таких единиц, как сяку, сун, ри и коку.
Сэйю: Коки Мията
Кику №8 (яп. キク8号 Кику хати-го:) — ассистент доктора Цукумо, андроид и спутник. Её тело состоит из металла на солнечных батареях, который перезаряжает её. На основании дизайна Кику Сакура обвиняет Цукумо в том, что он извращенец. У Кику короткие розовые волосы и безэмоциональное лицо. В конце некоторых серий аниме она подсчитывает количество оставшихся до прибытия на Луну дней.
Сэйю: Ай Симидзу
Майкл Ханагата (яп. マイケル花形 Майкэру Ханагата) — худой и неряшливый менеджер Mix Juice, носящий причёску афро, большие солнцезащитные очки и имеющий ещё больший рот. Мечтал быть менеджером лучшей группы в мире, способной заработать ему миллионы. Часто Майкл оказывается запущеным во время какого-нибудь эксперимента Цукумо. Каждый раз, когда он хочет сказать своё имя, ему что-то мешает.
Сэйю: Сусуму Тиба
Итирин — робот-уницикл доктора Цукумо, а также лабораторный ассистент, приглядывающий за Цукумо, как старший брат. Настоящих братьев у Цукумо никогда не было. Итирин помогает Цукумо с его экспериментами и отслеживает прогресс. Голос Итирина очень культурный, как у дворецкого.
Сэйю: Кэн Нарита
Родители Цукумо — также учёные. Отец, Косаку, проводил эксперимент с более ранней ракетой и пытался долететь до Луны, но никто не знал, вернулся ли он назад. Потом оказывается, что он упал назад на Землю и всё это время жил в Канаде. Мать, Фуруко, злая, безнравственная и эгоистичная женщина, ставшая смертельным врагом доктору Цукумо. Почти в конце сериала Фуруко наконец мирится с сыном и прекращает эту долгую вражду. Она присоединилась к Косаку в лимузине, и доктор Цукумо продолжил её эксперименты.
Сэйю: Акэми Окамура

## Список серий
| Номер | Название                                                               | Дата выхода     |
| ----- | ---------------------------------------------------------------------- | --------------- |
| 01    | Запуск проекта (プロジェクト始動)                                      | 5 апреля, 2003  |
| 02    | Выпьем за H2CO3! (H2CO3にカンパイ！)                                   | 12 апреля, 2003 |
| 03    | Споём в стратосфере! (成層圏で歌おう！)                                | 19 апреля, 2003 |
| 04    | Кошмар 1600 км/ч! (時速1600Kmの恐怖)                                   | 26 апреля, 2003 |
| 05    | Это сила магнетизма! Это линейная пушка! (磁力の力だ！ リニアガンだ！) | 3 мая, 2003     |
| 06    | Деформация от спада? (スランプからのワープ!?)                          | 10 мая, 2003    |
| 07    | Время снега! (いっつ・しょー・たいむ)                                  | 17 мая, 2003    |
| 08    | Летим на Луну (FLY ME TO THE MOON)                                     | 24 мая, 2003    |
| 09    | В прямом эфире или пожизненно?! (LIVE or LIFE!?)                       | 31 мая, 2003    |
| 10    | Назад живыми (生還)                                                    | 7 июня, 2003    |
| 11    | Сатико, пришедшая с далёкой планеты (遠い星から来たサチコ)             | 14 июня, 2003   |
| 12    | Фантазии превосходят науку (妄想は科学を超えて)                        | 21 июня, 2003   |